# Tito Vilanova
Francesc Vilanova Bayó (Bellcaire, Gerona, 17 de septiembre de 1968-Barcelona, 25 de abril de 2014) más conocido como Tito Vilanova, fue un jugador y entrenador de fútbol español. Como futbolista se formó en la cantera del F. C. Barcelona y su carrera se prolongó desde 1988 hasta 2002, llegando a jugar tres temporadas en la Primera División de España con el Celta de Vigo, entre 1992 y 1995.
Como técnico, fue el segundo entrenador de Pep Guardiola en el F. C. Barcelona entre 2008 y 2012; y sucedió a éste como primer entrenador desde julio de 2012, firmando contrato hasta junio de 2014, pero se vio obligado a renunciar el 19 de julio de 2013 —poco después de conseguir el título de Liga— debido a un cáncer en la glándula parótida que padecía desde 2011, el cual lo obligó a afrontar nuevos tratamientos y que finalmente causó su fallecimiento en el hospital Quirón de Barcelona tras una nueva recaída.

## Trayectoria

### Como jugador
Tito Vilanova comenzó su carrera futbolística en las categorías inferiores del F. C. Barcelona. En su primera temporada con el filial azulgrana (1988-89) coincidió con otros ilustres jugadores del club como el "Chapi" Ferrer, Carles Busquets, Guillermo Amor, Sergi López o Sebastián Herrera. Tras un año en 2.ª B con el filial blaugrana ficha por el Figueres en el verano de 1990. Tras dos campañas en 2.ª División, en la que llegó a disputar la promoción de ascenso a 1.ª contra el Cádiz, ficha en 1992 por el Celta de Vigo, con quien debutó en Primera División. Jugó durante tres temporadas en el equipo gallego en la máxima categoría, de la 1992-93 a la 1994-95. En las cinco temporadas siguientes militó en tres clubes diferentes de Segunda División, Badajoz (1995-96), Mallorca (1996-97) y Lleida (1997-98 y 1998-99). En la temporada 1999-2000 jugó en Segunda División en el Elche. La siguiente temporada ficha por la Gramanet, club en el que se retiraría en 2002.

### Como entrenador

#### Inicios
Inició su etapa como entrenador dirigiendo al Cadete B del F. C. Barcelona de la temporada 2001/02, equipo que contaba con Lionel Messi, Gerard Piqué y Cesc Fàbregas. Allí inició su relación con Lionel Messi, siendo el entrenador más determinante en la carrera del crack argentino, el primero que le dio confianza en el Cadete B, el que le buscó la posición de falso 9 en el primer equipo del Barça y el que, poco antes de morir, consiguió convencerle de que no dejara el Barça. Con la llegada de Joan Laporta a la presidencia del club en verano de 2003, se produjo una reestructuración del fútbol base por parte del entonces director deportivo Sandro Rosell que dio lugar a la marcha de Vilanova junto a la mayoría de los técnicos de las categorías inferiores del FC Barcelona. Posteriormente pasó a hacerse cargo del FC Palafrugell, de la UE Figueres y del Terrasa FC durante la temporada 2006/2007 donde ejerció de director técnico.

#### F. C. Barcelona
Llegó al Fútbol Club Barcelona en verano de 2007 para la dirección técnica del F. C. Barcelona "B" como ayudante de Pep Guardiola, al que conoció cuando ambos jugaban en las categorías inferiores del club. Posteriormente, fue el 2.º entrenador del primer equipo en la era Guardiola (2008-2012). Durante toda su etapa en el primer equipo como ayudante fue mucho más que un segundo entrenador, sus intervenciones tácticas durante los partidos eran frecuentemente mostradas por las cámaras, lo que le ha valido el ser considerado el genio en la sombra de aquel equipo.
El 27 de abril de 2012, Sandro Rosell anunció oficialmente que Vilanova sería el próximo entrenador del Barça, sustituyendo a Pep Guardiola a partir de la temporada 2012-13. Fue presentado el 15 de junio de 2012 tras firmar un contrato por dos temporadas.
Su debut como primer entrenador en competición oficial fue el 19 de agosto de 2012 en un partido de Liga ante la Real Sociedad que terminó con un resultado de 5-1 favorable a los azulgrana. Pese a perder la Supercopa de España ante el Real Madrid, consiguió ganar sus seis primeros partidos de Liga, algo que sólo habían logrado cuatro técnicos del Barcelona; y los tres primeros de Liga de Campeones, logro que sólo había alcanzado Carles Rexach. Posteriormente, pasó a la historia al firmar el mejor arranque de Liga en la historia del Barça y el mejor comienzo de la historia de la Liga, para posteriormente finalizar la primera vuelta con 18 victorias y 1 empate en 19 partidos y consiguiendo 55 puntos de 57 posibles.
En diciembre de 2012 la recaída de un cáncer en la glándula parótida que se había tratado el año anterior le obligó a suspender temporalmente su labor como entrenador del F. C. Barcelona. A pesar de este contratiempo, el equipo completaría la mejor primera vuelta de la historia de la Liga española (18 victorias y un empate en 19 partidos).
Se reincorporó al trabajo el 2 de abril de 2013, después de realizar un tratamiento en Nueva York, durante el cual se mantuvo en contacto con el equipo por medio de su segundo, Jordi Roura. 
El Barcelona fue eliminado en semifinales de la Copa del Rey por el Real Madrid y en la misma ronda de la Liga de Campeones por el Bayern de Múnich. Pese a esto el 11 de mayo de 2013 los culés se proclaman campeones de la Liga 2012-13 gracias al empate del Real Madrid. Además, logró igualar el récord de puntuación de la competición (100 puntos), establecido por el Real Madrid la temporada anterior. Tito fue el quinto de los 7 técnicos barcelonistas que debutaron ganando la Liga, después de Pep Guardiola, Louis van Gaal, Terry Venables, Josep Samitier y antes que Luis Enrique y Ernesto Valverde. Fue reconocido con el Trofeo Miguel Muñoz como el mejor técnico de la Liga.
El 19 de julio de 2013, dejó de forma temporal e indefinida el banquillo del club blaugrana al recaer de su enfermedad e iniciar un tratamiento que le impidió ejercer como técnico del primer equipo. Su sustituto hasta que volviera Tito fue el Tata Martino, pero finalmente Vilanova falleció y su sucesor dejó el club en mayo de 2014. No obstante en 2019 se conoció que Tito tuvo un importante papel en el hecho de que Messi no dejase el F. C. Barcelona tras la mala temporada 2013-14.

## Fallecimiento
Tras varios meses de tratamiento, Tito falleció el 25 de abril de 2014. Fue homenajeado en toda Europa, y su cuerpo fue incinerado y trasladado a su pueblo natal, Bellcaire.

## Clubes

### Como jugador
| Club                | Año                 | Categoría           | Partidos | Goles |
| ------------------- | ------------------- | ------------------- | -------- | ----- |
| Barcelona "B"       | 1987 - 1988         | 2ªB                 | 35       | 4     |
| Barcelona "B"       | 1988 - 1989         | 2.ª                 | 25       | 1     |
| Barcelona "B"       | 1989 - 1990         | 2ªB                 | 27       | 5     |
| U. E. Figueres      | 1990 - 1991         | 2.ª                 | 36       | 2     |
| U. E. Figueres      | 1991 - 1992         | 2.ª                 | 38       | 4     |
| Celta de Vigo       | 1992 - 1993         | 1.ª                 | 19       | 0     |
| Celta de Vigo       | 1993 - 1994         | 1.ª                 | 2        | 0     |
| Celta de Vigo       | 1994 - 1995         | 1.ª                 | 6        | 1     |
| C. D. Badajoz       | 1995 - 1996         | 2.ª                 | 34       | 2     |
| R. C. D. Mallorca   | 1996 - 1997         | 2.ª                 | 14       | 0     |
| U. E. Lleida        | 1997 - 1998         | 2.ª                 | 23       | 3     |
| Elche C. F.         | 1998 - 1999         | 2ªB                 | 43       | 6     |
| Elche C. F.         | 1999 - 2000         | 2.ª                 | 30       | 1     |
| U. D. Gramanet      | 2000 - 2001         | 2ªB                 | 32       | 2     |
| U. D. Gramanet      | 2001 - 2002         | 2ªB                 | 3        | 0     |
| Total en su carrera | Total en su carrera | Total en su carrera | 367      | 31    |

(Incluye partidos de 1.ª, 2.ª, 2.ªB, Copa del Rey, UEFA, Promoción de ascenso a 1.ª y Promoción de ascenso a 2.ª)

### Como entrenador
| Club                                | País                 | Años                 | P   | PG  | PE | PP | % v.   |
| ----------------------------------- | -------------------- | -------------------- | --- | --- | -- | -- | ------ |
| F. C. Barcelona "B" (2º entrenador) | España               | 2007 - 2008          | 38  | 25  | 8  | 5  | 72.81% |
| F. C. Barcelona (2º entrenador)     | España               | 2008 - 2012          | 247 | 179 | 47 | 21 | 78.81% |
| F. C. Barcelona                     | España               | 2012 - 2013          | 60  | 43  | 9  | 8  | 76.67% |
| Total en sus equipos                | Total en sus equipos | Total en sus equipos | 345 | 247 | 64 | 34 | 77.78% |

## Palmarés

### Como entrenador
| Título          | Club   | País                                           | Año     |
| --------------- | ------ | ---------------------------------------------- | ------- |
| F. C. Barcelona | España | 2012-13                                        |         |
| F. C. Barcelona | España | Trofeo Miguel Muñoz - Mejor Entrenador La Liga | 2012-13 |

### Como jugador
- Subcampeón de la Copa del Rey con el Real Celta en la temporada 1993/94.
- Campeón Liga de Segunda División B con la Gramenet - 2000/2001.